# Myxotrichum ochraceum
Myxotrichum ochraceum är en lavart som beskrevs av Berk. & Broome 1875. Myxotrichum ochraceum ingår i släktet Myxotrichum och familjen Myxotrichaceae.   Inga underarter finns listade i Catalogue of Life.